# Rue Mathieu-Stilatti
La rue Mathieu-Stilatti est une voie marseillaise située dans le 3e arrondissement de Marseille.

## Situation et accès
Elle va du boulevard de Strasbourg à la rue Hoche.
Elle débute boulevard de Strasbourg en face de l’ancienne caserne des Douanes de Marseille et s’élargit quelques dizaines de mètres avant l’intersection avec les rues Junot et Kléber. Elle passe sous le pont de l’autoroute A7 et se termine à l’intersection avec les rues Hoche et Eugène-Pottier, à la limite du quartier de la Villette.

## Origine du nom
La rue doit son nom à Mathieu Jean Stilatti (1924-1944), résistant français ayant pris part à la Libération de Marseille.

## Historique
La rue est classée dans la voirie de Marseille le 28 avril 1855 et le 11 juillet 1907.
Le nom actuel est donné par délibération du conseil municipal en date du 27 juillet 1946. Elle s’appelait auparavant « rue Larrey » du nom de Dominique Larrey (1766-1842), chirurgien militaire en chef de la Grande Armée.

## Bâtiments remarquables et lieux de mémoire
- Au numéro 5 se trouve le centre financier local de la Banque postale.
- Au numéro 23 se trouvait l’ancienne caisse primaire locale de l’Assurance Maladie, devenue en 2017 une résidence étudiante.